# 梅清

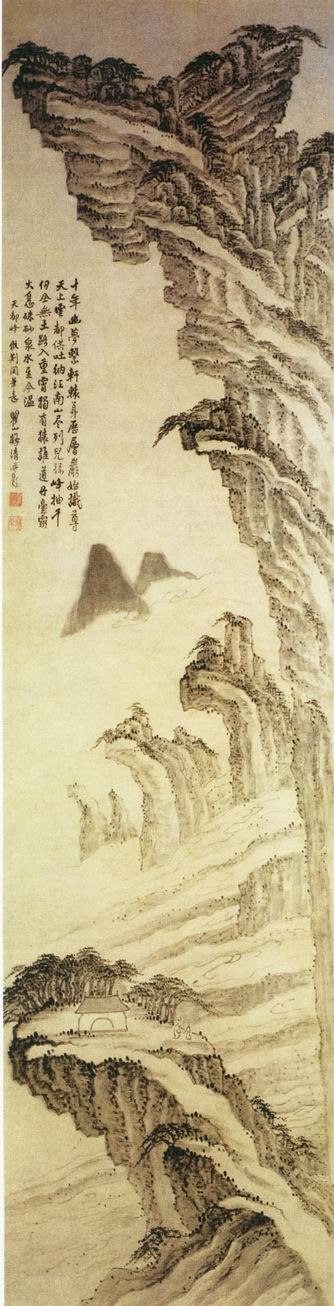
梅清

梅清（1623年—1697年），字淵公，號瞿山，寧國府宣城縣人，清初山水畫家。梅守極之孫。

## 生平
生於明代天啟三年（1623年），順治十一年（1654年）舉人，與石濤切磋畫藝。他的畫風師法元代王蒙，善畫黃山，“得黃山之真情”，與石濤、弘仁成為“黃山畫派”之代表。賀天健在《黃山派和黃山》評：“石濤得黃山之靈，梅瞿山得黃山之影，漸江（弘仁）得黃山之質。”康熙三十六年（1697年）去世。

## 外部連結
[在维基数据编辑]
 《清史稿/卷484》，出自趙爾巽《清史稿》
 在维基共享资源阅览影像